# Gigors-et-Lozeron
Gigors-et-Lozeron è un comune francese di 176 abitanti situato nel dipartimento della Drôme della regione dell'Alvernia-Rodano-Alpi. Nel suo territorio ha origine il fiume Sye.

## Società

### Evoluzione demografica
Abitanti censiti